# Icones Plantarum
Icones Plantarum (abreujat Icon. Pl.) és una extensa sèrie de volums publicats d'il·lustració botànica, iniciat per Sir William Jackson Hooker. El nom en llatí de l'obra significa "Les il·lustracions de les plantes". Les il·lustracions s'han extret d'espècimens d'herbari de l'herbari de Hooker, i, posteriorment, de l'herbari de Kew Gardens. Hooker va ser l'autor dels primers deu volums, produïts entre 1837 i 1854. El seu fill, Sir Joseph Dalton Hooker, va ser el responsable dels volums X-XIX (la major part de la sèrie III). Daniel Oliver va ser l'editor dels volums XX-XXIV. El seu successor va ser William Turner Thiselton-Dyer. La sèrie compta ara amb quaranta volums.